# シェエラザード (村上春樹)
「シェエラザード」は、村上春樹の短編小説。2021年公開の映画『ドライブ・マイ・カー』に、内容の一部が、村上の短編「木野」とともに取り入れられた。

## 英訳
| タイトル | Scheherazade                                        |
| 翻訳     | テッド・グーセン                                    |
| 初出     | 『ザ・ニューヨーカー』2014年10月13日号              |
| 収録書籍 | 『Men Without Women』（クノップフ社、2017年5月9日） |

## あらすじ
羽原（はばら）はその女をシェエラザードと名付けた。彼より4歳年上の35歳で、基本的には専業主婦で、小学生の子供が二人いた。彼女は週に二度羽原の住む「ハウス」を訪れ、『千夜一夜物語』の王妃シェエラザードと同じように、性交するたびに興味深い不思議な話を聞かせてくれた。
「私の前世はやつめうなぎだったの」とあるときシェエラザードはベッドの中で言った。「私にははっきりとした記憶があるの。水底で石に吸い付いて、水草にまぎれてゆらゆら揺れていたり、上を通り過ぎていく太った鱒を眺めていたりした記憶が」
その日の日誌に羽原は「シェエラザード、やつめうなぎ、前世」と記した。
シェエラザードは空き巣に入っていた十代の頃の話もした。高校2年生のとき彼女は同じクラスのサッカーの選手の男の子に恋をしていた。しかし彼は目もくれなかった。ある日彼女は無断で学校を休み、男の子の家に行く。玄関のマットの下を探してみると、鍵が見つかった。彼女は彼の部屋から鉛筆を一本だけ盗むことにした。
「でもただ盗むだけではいけないと思った。だってそれだとただの空き巣狙いになってしまうじゃない。私は言うなれば『愛の盗賊』なのだから」
シェエラザードはタンポンをひとつ、机の一番下の抽斗のいちばん奥に置いておくことにした。